# Charlotte des Essarts
Charlotte des Essarts (1580–1651. július 8.) a francia arisztokrácia tagja.
1607 és 1609 között IV. Henrik francia király egyik kegyencnője volt. Két leányt szült neki, és Comtesse de Romorantin lett. A király második hitvesének, Medici Máriának udvarhölgye volt, s Jacqueline de Bueil-hez hasonlóan ő is számos politikai intrikában és cselszövésben vett részt. 
1630-ban François de L’Hôpital, Rosnay grófja, felesége lett.